# Daisy, Kentucky
Daisy är en ort i Perry County i delstaten Kentucky, USA.